# Gross Bigerhorn
Das Gross Bigerhorn ist ein Dreitausender in den Walliser Alpen. Es gehört wie das Barrhorn zu den höchsten Gipfeln der Alpen, die durch (Alpin-)Wanderungen zugänglich sind. Ein wenig gebräuchlicher Name ist das Balfrinrothorn.

## Besteigung
Von Grächen oder Gasenried zur Bordierhütte (5 h), dann zum Sattel zwischen Klein und Gross Bigerhorn. Steile Alpinwanderung in Schutt und Geröll, zum Teil mit vorhandenen Wegspuren. Kurze Kletterpassagen.